# Rio Calvo
O rio Calvo é um rio português que nasce perto de Dadim no concelho de Chaves e desagua no Rabaçal.
No seu percurso passa pelas povoações de Pedome, Nozelos, Tinhela, Agordela e Calvo indo desaguar perto de Vale de Casas.
É atravessado pela Ponte do Arquinho.

## Outros topónimos
Conforme as localidades por onde passa, é também conhecido por ribeira de Lamigueiras, ribeiro da Pulga e ribeira de Nozelos.

## Afluentes
- Ribeira do Porto de Veiga